# Mr. HOLIC
『Mr. HOLIC』（ミスター・ホリック）は、日本のバンド・HOWL BE QUIETのメジャー1枚目のフルアルバム。2017年5月24日にポニーキャニオンから発売された。

## 概要
前作「DECEMBER」から約3年半ぶり、メジャーデビュー後初のフルアルバム。
デビュー曲「MONSTER WORLD」、テレビアニメ「DAYS」の主題歌である「Wake We Up」、「Higher Climber」、彼女との別れを歌ったバラード「サネカズラ」などのシングル曲を含む全12曲を収録。
初回限定盤と通常盤の2形態でリリースされ、初回限定盤にはメンバー4人の直筆サインが入ったブックレットと、2016年9月11日 恵比寿・LIQUIDROOMにて行われたHOWL BE QUIET「Wake We Up! Special One Man Live!!」のライブ映像やミュージックビデオを収録したDVDが同梱されている。

## 収録曲

### CD
1. ラブフェチ [4:22] 
作詞・作曲：竹縄航太 / 編曲：HOWL BE QUIET、ジェフ・ミヤハラ
  - tvk『関内デビル』5月度テーマソング
2. MONSTER WORLD [4:05] 
作詞・作曲：竹縄航太 / 編曲：HOWL BE QUIET、横山祐章
  - 1stシングル表題曲
3. ギブアンドテイク [3:54] 
作詞・作曲：竹縄航太 / 編曲：HOWL BE QUIET、ジェフ・ミヤハラ
  - BSフジ放送『コールドケース シーズン1』エンディングテーマ
4. にたものどうし [3:02] 
作詞・作曲：竹縄航太 / 編曲：HOWL BE QUIET、ジェフ・ミヤハラ
5. My name is… (ALBUM Ver.) [4:28] 
作詞・作曲：竹縄航太 / 編曲：HOWL BE QUIET
  - 2ndシングルc/w曲
6. サネカズラ [4:50] 
作詞・作曲：竹縄航太 / 編曲：HOWL BE QUIET、ジェフ・ミヤハラ、福田貴史
  - 3rdシングル表題曲
7. PERFECT LOSER [4:07] 
作詞・作曲：竹縄航太 / 編曲：HOWL BE QUIET、ジェフ・ミヤハラ
8. Wake We Up [4:42] 
作詞・作曲：竹縄航太 / 編曲：HOWL BE QUIET、横山祐章
  - 2ndシングル表題曲
  - テレビアニメ『DAYS』第一期オープニングテーマ
  - ニッポン放送『リオデジャネイロオリンピック』テーマソング
9. 矛盾のおれ様 [3:26] 
作詞・作曲：竹縄航太 / 編曲：HOWL BE QUIET、ジェフ・ミヤハラ
10. Higher Climber [4:10] 
作詞・作曲：竹縄航太 / 編曲：HOWL BE QUIET、ジェフ・ミヤハラ
  - 3rdシングルc/w曲
  - テレビアニメ『DAYS』第二期オープニングテーマ
11. 208 [6:11] 
作詞・作曲：竹縄航太 / 編曲：HOWL BE QUIET、ジェフ・ミヤハラ
12. ファーストレディー [3:22] 
作詞・作曲：竹縄航太 / 編曲：HOWL BE QUIET、ジェフ・ミヤハラ

### DVD（初回生産限定盤のみ）
1. Wake We Up
2. Daily Darling
3. 孤独の発明
4. 千年孤独の賜物
5. Merry
6. バトルナイフ
7. 救難戦争
8. ライブオアライブ
9. レジスタンス
10. ウォーリー
11. MONSTER WORLD
12. 「Wake We Up! Special One Man Live!!」 Document Movie
13. Daily Darling (Music Video)
14. サネカズラ (Music Video)
15. Higher Climber (Music Video)